# Уолъс Стегнър
Уолъс Ърл Стегнър (на английски: Wallace Earle Stegner) е американски писател, автор на романи и разкази, природозащитник и историк, наричан „доайенът на западните писатели“. Той печели наградата „Пулицър“ през 1972 г. и Националната книжна награда на САЩ през 1977 г.

## Личен живот
Стегнър е роден на 18 февруари 1909 г. в Лейк Милс, Айова, и израства в Грейт Фолс, Монтана, Солт Лейк Сити, Юта (САЩ) и село Ийстенд, Саскачеван (Канада), за което пише в автобиографията си Wolf Willow. Стегнър казва, че е „живял на двадесет места в осем щата и Канада“. Летата прекарва в Грийнсбъро, Върмонт. 
Стегнър получава бакалавърска степен в Университета на Юта през 1930 г. Той също така учи в Университета на Айова, където получава магистърска степен през 1932 г. и докторска степен през 1935 г.
През 1934 г. Стегнър се жени за Мери Стюарт Пейдж. В продължение на 59 години те споделят „лично литературно партньорство с изключително удобство“, по думите на Артър Шлезингър младши. Стегнър умира в Санта Фе, Ню Мексико, на 13 април 1993 г. в резултат на автомобилна катастрофа, която претърпява на март 28, 1993.